# Ali Divandari
Ali Divandari (nascut în 1957 Sabzevar) este un pictor, designer grafic, sculptor și jurnalist iranian. A Studiat grafica Ia facultatea de arte frumoase universitatea din Tehran. Si– a inceput cariera in 1975 ca designer graphic si caricaturist.A fost membru al juriului ia festivalul international de caricatura din iran. Lucrarile sale au fost expuse in Franta Iugoslavia, Coumbia, Japonia, Belgia, Italia, USA, Polonia, Turcia, Cuba, Macedonia, Croatia, Germania, Chine, Olanda, Coreea, Cipru, Portugalia.

## Premii
- Premiul 2, juvignec, Franta - 1999
- Premiul special nasreddin hodja, Turcia - 2000
- Premiul 1, Forte dei Marmi, Italia - 2001

## Galerie

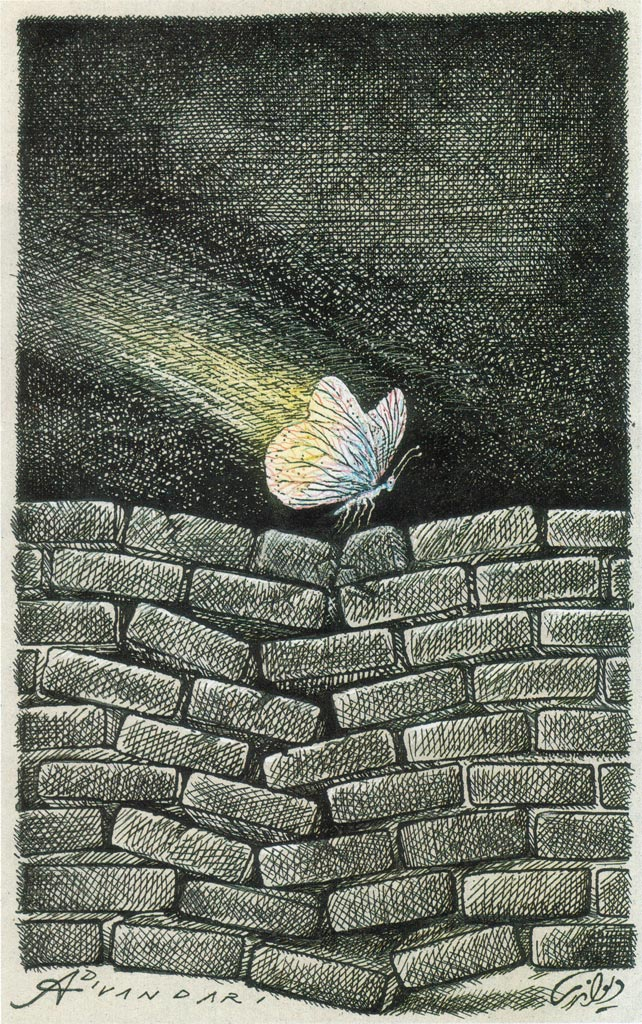
Desen animat de Ali Divandari
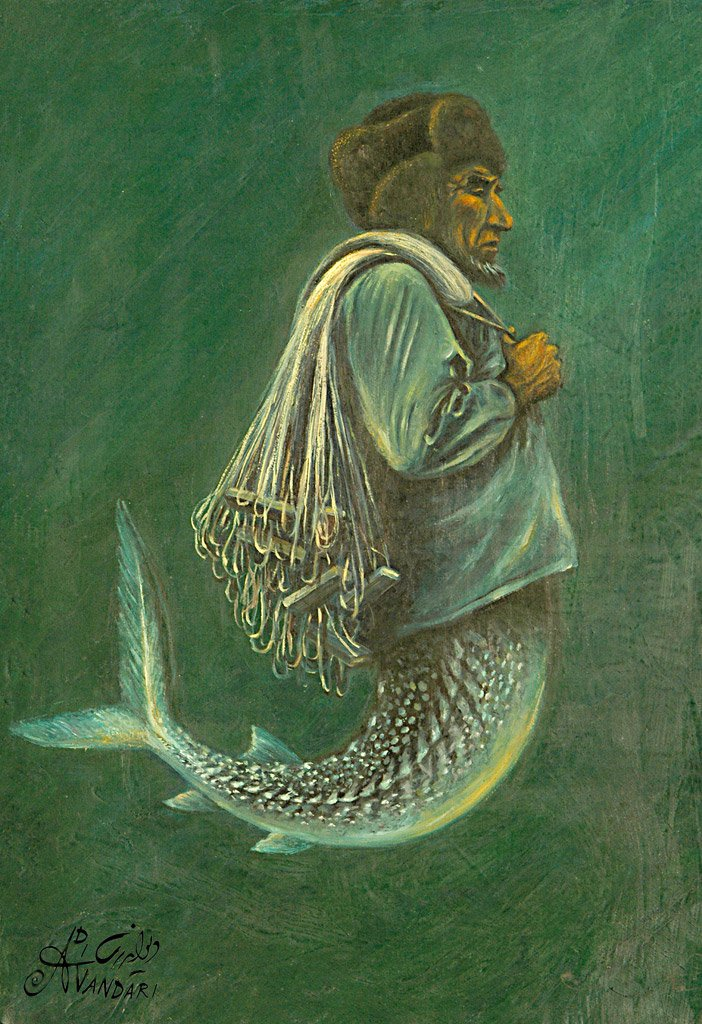
Picturi de Ali Divandari
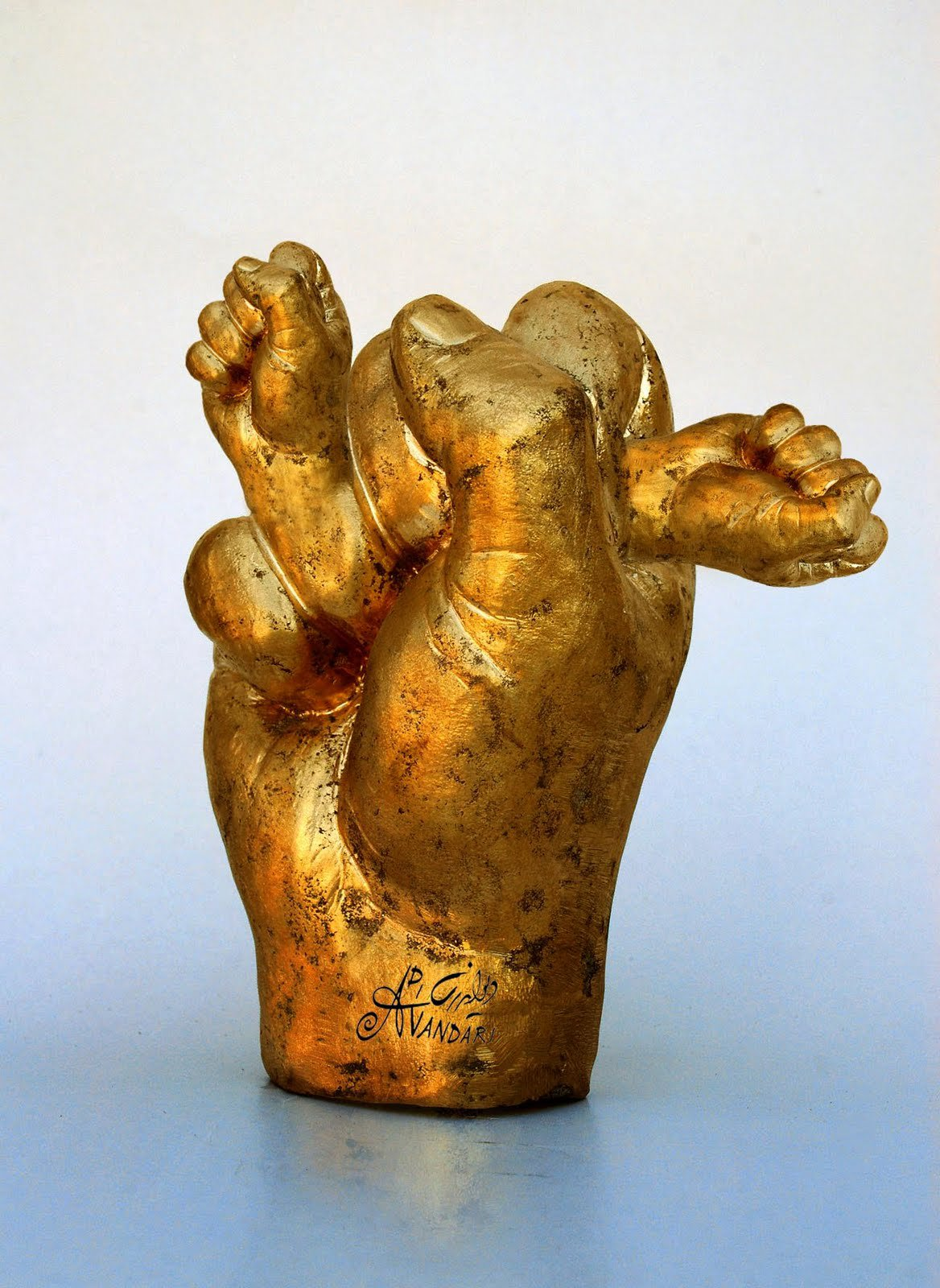
Sculptura de Ali Divandari
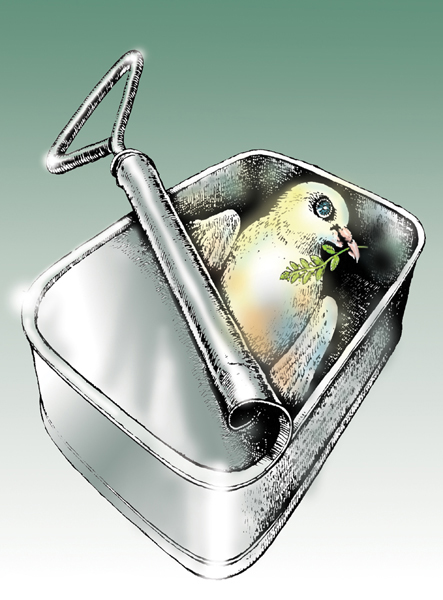
Desen animat de Ali Divandari